# Garelli Enduro 80
Die Garelli Enduro 80 war eine leichte Enduro-Maschine, die in den frühen 1980er-Jahren von dem italienischen Hersteller Garelli gebaut wurde. Es war ein sportliches Leichtkraftrad der 80-cm³-Klasse, das sowohl für den Straßenverkehr als auch für leichtes Gelände geeignet war.

## Geschichte und Technik
Die Enduro 80 wurde mit dem weiterentwickelten, vertikal geteilten „G5ak“-Motor aus der sogenannten „G“-Motorenfamilie ausgestattet. Diese Motorenreihe war bekannt für ihre Robustheit und einfache Wartung. Der in der Enduro 80 eingebaute Zweitaktmotor war eine Weiterentwicklung des 50-cm³-Motors.
Zur Serienausstattung gehörten:
- Blinkanlage und zwei Rückspiegel
- Moto-Cross-Lenker
- Stollenbereifung auf Drahtspeichenrädern
- Kickstarter
- Straßenbeleuchtung (einschließlich Fahrtrichtungsanzeiger)

Vertrieben wurde die Maschine über den Versandhändler Neckermann.

## Technische Daten
Quelle: Werksunterlagen, Neckermann-Handbuch
| Merkmal       | Angabe                                |
| ------------- | ------------------------------------- |
| Motortyp      | 1-Zylinder-Zweitaktmotor, luftgekühlt |
| Bohrung × Hub | 48 mm × 44 mm                         |
| Hubraum       | 79,58 cm³                             |
| Leistung      | 4,73 kW (7,1 PS) bei 6000/min         |
| Drehmoment    | 8,6 Nm bei 5600/min                   |
| Verdichtung   | 12,5 : 1                              |
| Vergaser      | Dell’Orto SHB 19/19 B                 |
| Zündung       | Schwungmagnet-Zündung                 |
| Kupplung      | Mehrscheibenkupplung                  |
| Getriebe      | 5-Gang mit Fußschaltung               |

### Übersetzungsverhältnisse
| Gang              | Übersetzung                         |
| ----------------- | ----------------------------------- |
| 1. Gang           | 10,34                               |
| 2. Gang           | 6,13                                |
| 3. Gang           | 4,83                                |
| 4. Gang           | 4,16                                |
| 5. Gang           | 3,83                                |
| Primärübersetzung | 3,72                                |
| Endübersetzung    | Ritzel 18 Zähne, Kettenrad 52 Zähne |

### Maße und Fahrwerk
| Merkmal                  | Angabe                          |
| ------------------------ | ------------------------------- |
| Rahmen                   | Doppelschleifenrahmen           |
| Länge × Breite × Höhe    | 1965 mm × 880 mm × 1160 mm      |
| Radstand                 | 1260 mm                         |
| Zulässiges Gesamtgewicht | 250 kg                          |
| Leergewicht              | 77 kg (trocken)                 |
| Reifendimension vorne    | 2,50 × 21"                      |
| Reifendimension hinten   | 3,50 × 18"                      |
| Bremsen                  | Trommelbremsen vorne und hinten |
| Federung vorne           | Teleskopgabel                   |
| Federung hinten          | Schwinge mit zwei Federbeinen   |

### Elektrische Anlage
| Komponente             | Angabe                                |
| ---------------------- | ------------------------------------- |
| Batterie               | 6 V/1 Ah (Nickel-Cadmium-Akkumulator) |
| Scheinwerfer           | 6 V/25 W                              |
| Rücklicht/Bremslicht   | 6 V/5/21 W                            |
| Fahrtrichtungsanzeiger | 6 V/10 W                              |